# خروج اضطراری
خروج اضطراری نام یک کتاب ادبی است که توسط اینیاتسیو سیلونه، نویسندهٔ اهل ایتالیا نوشته شده‌است. این کتاب یکی از آثار مشهور ادبی جهان است.